# Radio Televizioni i Kosovës

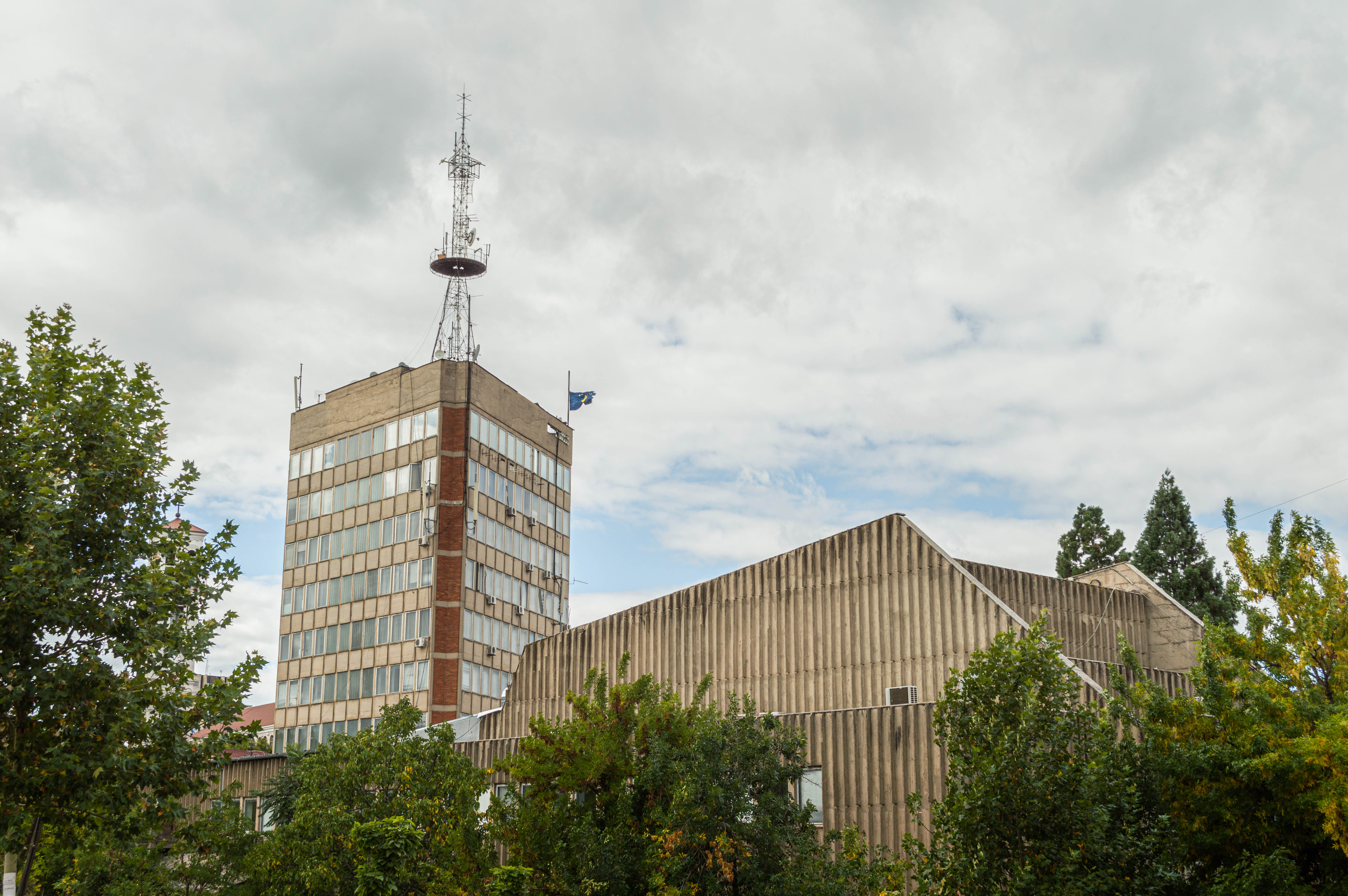
Gebäude des RTK in Pristina

Radio Televizioni i Kosovës (serbisch Радио Телевизија Косова Radio Televizija Kosova; deutsch Rundfunk des Kosovos; kurz RTK) ist die öffentlich-rechtliche Rundfunkanstalt des Kosovo.
RTK betreibt fünf Fernseh- und zwei Radiosender.

## Programme

### Fernsehen
- RTK1: Hauptprogramm des RTK auf Albanisch.
- RTK2: Hauptprogramm des RTK auf Serbisch, Türkisch, Romani und Bosnisch
- RTK3: Nachrichtensender des RTK
- RTK4: Dokumentar- und Kultursender des RTK
- RTK Sat: Hauptprogramm des RTK, welches über Satellit (Eutelsat 16A 16 Grad Ost, 12633 MHz vertikal) ausgestrahlt wird.

### Hörfunk
- Radio Kosova 1: Hauptprogramm auf Albanisch
- Radio Kosova 2: Hauptprogramm auf Serbisch
- Radio BlueSky: Jugendwelle des RTK (eingestellt)

### Internet
- rtklive.com: Internetpräsenz des RTK mit Livestreams, Videos und Nachrichten auf Albanisch, Serbisch, Türkisch, Romani, Bosnisch und Englisch[3].

## Geschichte

### Radio Televizioni i Prishtinës (1945/1975–1989)
Radio Televizioni i Prishtinës kurz: RTP (serb. Радио-телевизија Приштина, Radio-televizija Priština, deutsch Rundfunk Pristina) war die erste albanische Rundfunkanstalt der sozialistischen Autonomen Provinz Kosovo. Während das Hörfunkprogramm bereits 1944 aus Prizren (späterer Umzug nach Pristina) gesendet wurde, startete das Fernsehprogramm erst 1975. Gesendet wurde auf je zwei Radio- und Fernsehsendern auf Albanisch, Serbisch und Türkisch. Der RTP war Mitglied im JRT. Das Programm wurde 1989 nach der Aufhebung der Autonomie des Kosovos unterbrochen und ab 1992 vom serbischen Rundfunk mit Programmen in hauptsächlich serbischer Sprache übernommen.

### Nachkriegszeit (1999–2008)
Nach dem Kosovokrieg 1999 forderte die OSZE (UNMIK) die EBU dazu auf im Rahmen mit einer Vereinbarung mit der OSZE einen unabhängigen öffentlich-rechtlichen Sender im Kosovo einzurichten und zu verwalten.
Im September 1999 begann der RTK mit einem 2-Stunden-Notfallprogramm am Tag.
Im Oktober 1999 begann der ehemalige Radiosender Radio Prishtina unter dem Namen Radio Kosova zu senden. Der Gründungsintendant war Richard W. Dill.
2000 wurde der 1999 von der UN gegründete und mithilfe von der Fondation Hirondelle und Direktion für Entwicklung und Zusammenarbeit finanzierte, Jugendradiosender BlueSky und der multiethnische Radiosender  Radio Kosova 2 Teil des Programms der RTK.
Im Oktober 2000 kam es zu einer technischen Neuerung im RTK, die durch eine Spende der Japanischen Regierung ermöglicht worden ist.
Im November 2000 wurde das Angebot in serbischer und türkischer Sprache durch Magazine und Nachrichtensendungen erweitert. Die Radio- und Fernsehprogramm wurden über das neue terrestrischen Übertragungsnetz übertragen. Ab Juni 2001 folgte die Übertragung der Radiosender auch über das Internet.
Im Juli 2001 wurde das tägliche Fernsehprogramm auf sieben Stunden täglich erweitert und zusätzlich über Satellit übertragen. Neben albanischen und serbischen, wurde das Programm auch um Inhalte in bosnischer Sprache erweitert. Als erster Vorsitzender des im September 2001 gegründeten Rundfunkrates wurde Adem Demaçi gewählt. 2002 wurde das tägliche Fernsehprogramm auf 15 Stunden täglich erweitert und es liefen neue Sendungen an wie das Morgenmagazin Mirëmëngjesi Kosovë, das bosnischsprachige Wochenmagazin Most oder die Seifenoper Familja moderne.
Die Website für den Fernsehsender ging im Juli 2002 online. Im Jahr 2003 wurde ein Rundfunkbeitrag zur Finanzierung des Senders eingeführt. Am 22. Dezember 2003 sendete RTK erstmalig ein 24-Stunden-Programm.
Ein irreführender Bericht aus dem März 2004 war ein Mitauslöser für heftige Ausschreitungen zwischen Serben und Albanern. RTK distanzierte sich später von dem Bericht und verpflichtete sich durch Trainings ihr journalistisches Niveau zu verbessern.
2005 begann man einzelne Ausgaben der Nachrichtensendungen zusätzlich in Gebärdensprache und Sendungen von Voice of America in albanischer und serbischer Sprache zu übertragen. Ab September 2006 sendete RTK über den Satalitensender RTK Sat auch Programme in anderen Sprachen als Albanisch. Mit den olympischen Winterspielen 2006 in Turin, der Fußball-Weltmeisterschaft 2006 in Deutschland wurden neben der UEFA Champions League, der englischen Premier League, Spielen der albanischen Fußballnationalmannschaft und Boxkämpfen des kosovarischstämmigen Luan Krasniqi erstmals auch internationale Sportveranstaltungen im Programm des RTK übertragen. Ende 2006 wurden die Webseiten der einzelnen Fernseh- und Radiosender unter rtk-live.com zusammengefasst und um das heutige Angebot erweitert.

### Unabhängigkeit (seit 2008)
Nachdem sich Kosovo im Februar 2008 für unabhängig erklärte übergab UNMIK die Verantwortung für RTK der kosovarischen Regierung.
Der Rundfunkbeitrag wurde vom kosovarischen Verfassungsgericht im Jahr 2009 aufgehoben, seit 2010 wird RTK hauptsächlich durch die kosovarische Regierung finanziert.
2013 wurde das Corporate Design des RTK grundlegend überarbeitet. Der Fernsehsender bekam ein neues Logo und neue Farbgebung und wurde in RTK1 umbenannt um ihn von dem neu gestarteten Sender RTK2 zu unterscheiden. Auf RTK2 wurden die nicht-albanischsprachigen Sendungen umgelagert. Neben den Fernsehsendern bekamen auch die Radiosender ein neues Logo. 2014 starteten die Nachrichtensender RTK3 und der Dokumentar- und Kultursender RTK4. Beide Sender übertragen in albanischer Sprache.

## Zusammenarbeit
Mit der EBU arbeitet der RTK seit seiner Gründung zusammen. RTK ist allerdings kein EBU-Mitglied, bemüht sich jedoch um einen Beitritt. Aktuell scheitert das an der fehlenden Mitgliedschaft Kosovos in der internationalen Fernmeldeunion bzw. des Europarates, welche eine Voraussetzung für eine EBU-Mitgliedschaft sind. Eine Bewerbung für die Mitgliedschaft Kosovos im Europarat ist im Gange. Eine Hauptmotivation für eine EBU-Mitgliedschaft, ist das seit mindestens 2014 anhaltende Interesse des RTK an einer Teilnahme am Eurovision Song Contest
Daneben gibt es Kooperationen mit der BBC. Es werden Sendungen von Radio Free Europe und Deutsche Welle in albanischer Sprache, sowie von Voice of America in albanischer, serbischer und bosnischer Sprache ausgestrahlt.

## Rezeption
Das Programm wird gut von Kosovo-Albanern angenommen, jedoch kaum von anderen Volksgruppen im Kosovo.
2015 protestierten mehrere Journalisten des RTK gegen politische Einflussnahme und interne Zensur. Der RTK gilt allgemein als politisch parteiisch so wurden 2012 übermäßig vom Parteitag der damals regierenden PDK berichtet jedoch kaum von den Protesten der damaligen Oppositionspartei Vetëvendosje. Die Mitglieder des Rundfunkrates werden vom kosovarischen Parlament mit einer Mehrheit gewählt und spiegeln so das Parlament wieder.

## Senderlogos

### Fernsehsender

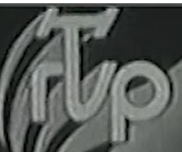
Logo von RTP ab 1974
Logo von RTP bis 1989
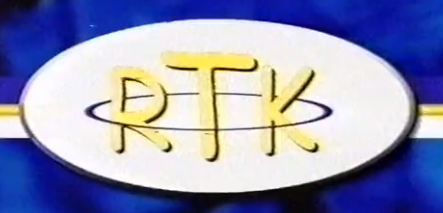
Nicht verwendetes Logo vor Sendestart
Logo von RTK 1999–2013
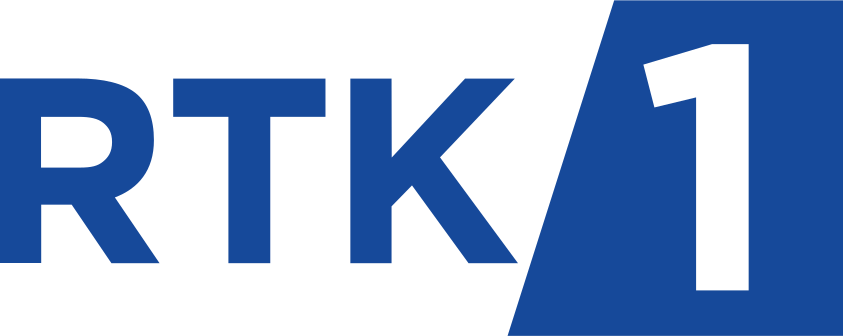
Logo von RTK1 seit 2013
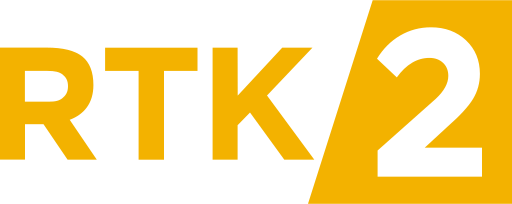
Logo von RTK2
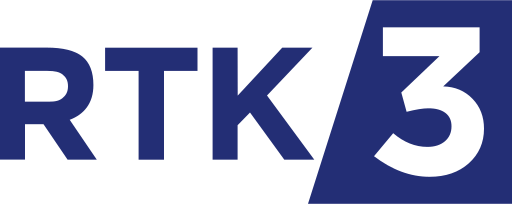
Logo von RTK3
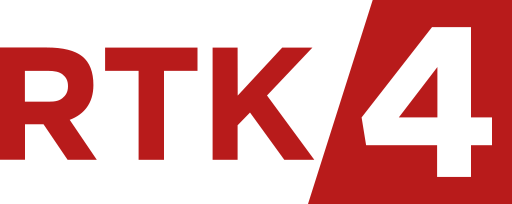
Logo von RTK4

### Radiosender

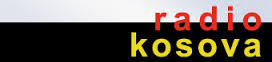
Logo von Radio Kosova 1 1999–2013
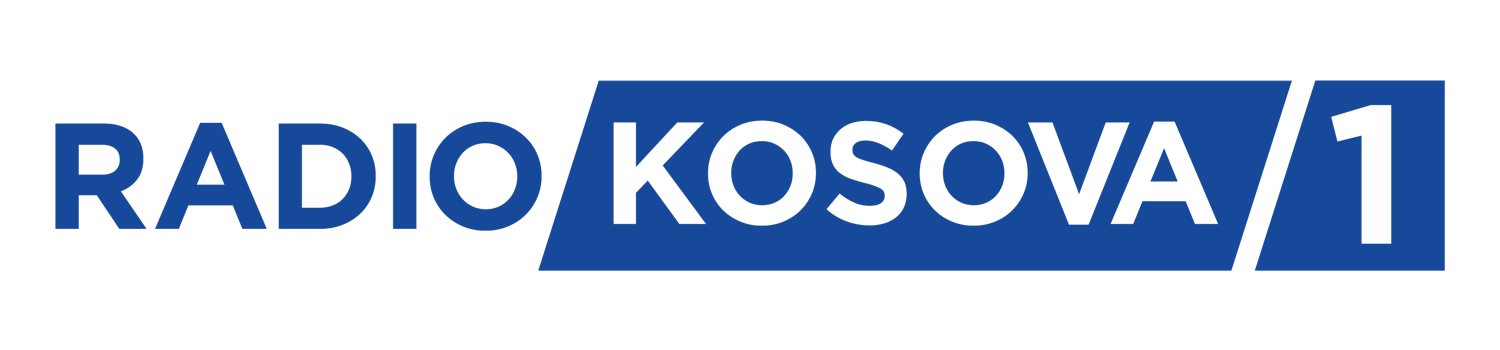
Logo von Radio Kosova 1 seit 2013
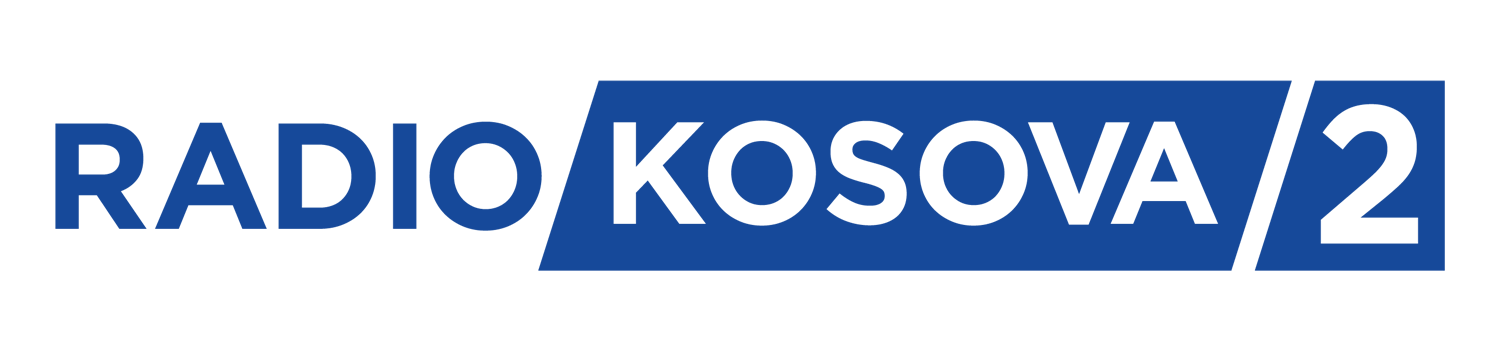
Logo von Radio Kosova 2 seit 2013